# Municipio de Parnell (Kansas)
El municipio de Parnell (en inglés: Parnell Township) es un municipio ubicado en el condado de Sheridan en el estado estadounidense de Kansas. En el año 2010 tenía una población de 102 habitantes y una densidad poblacional de 0,55 personas por km².

## Geografía
El municipio de Parnell se encuentra ubicado en las coordenadas 39°26′40″N 100°30′23″O / 39.44444, -100.50639. Según la Oficina del Censo de los Estados Unidos, el municipio tiene una superficie total de 184.73 km², de la cual 184,67 km² corresponden a tierra firme y (0,04 %) 0,06 km² es agua.

## Demografía
Según el censo de 2010, había 102 personas residiendo en el municipio de Parnell. La densidad de población era de 0,55 hab./km². De los 102 habitantes, el municipio de Parnell estaba compuesto por el 95,1 % blancos, el 3,92 % eran de otras razas y el 0,98 % eran de una mezcla de razas. Del total de la población el 4,9 % eran hispanos o latinos de cualquier raza.